# Marciano (usurpador)
Flavio Marciano (en latín, Flavius Marcianus, fl. 469-484) fue miembro de la dinastía de León y usurpador contra el emperador Zenón en 479.

## Biografía
Marciano era descendiente de varias familias imperiales romanas. Su padre fue Antemio, emperador de Occidente entre 467 y 472, descendiente de Procopio, usurpador en 365-366 contra el emperador Valente y pariente del emperador Juliano (360-363). La madre de Marciano era Marcia Eufemia, hija de Marciano (emperador de Oriente entre 450 y 457) con una mujer desconocida. Marciano tenía tres hermanos - Antemiolo, que murió en la Galia en 471, Procopio Antemio y Rómulo - y una hermana, Alipia, esposa del magister militum occidental Ricimero.
Para fortalecer los lazos entre los imperios romanos occidental y oriental, Marciano se casó Leoncia, hija del emperador romano de Oriente León I y su esposa Elia Verina (la hermana mayor de Leoncia, Elia Ariadna, se había casado con el poderoso general Zenón), y fue elegido cónsul sin colega dos veces, en 469 y 472.
A la muerte de León I, le sucedió su sobrino León II, hijo de Zenón y Elia Ariadna, pero el joven emperador murió ese mismo año a la edad de 7. Zenón, que había sido proclamado emperador conjunto con su hijo, se convirtió en el único Emperador de Oriente, pero su sucesión no fue bien recibida por muchos. La gente de Constantinopla, de hecho, lo consideraba un bárbaro debido a su origen isáurico (incluso había cambiado su nombre original, Tarasicodissa Ruseombladeotes, por el nombre griego de "Zenón"), mientras que algunos preferían a Marciano antes que a él ya que su esposa, Ariadna, nació mientras León era un soldado oscuro, mientras que Leoncia nació mientras León era emperador. El poder de Zenón fue desafiado por Basilisco, el hermano de Elia Verina, que logró derrocar a Zenón en 475 y mantuvo el poder durante un año antes de que Zenón recuperara el trono.
En 479, Marciano intentó derrocar a Zenón. Con la ayuda de sus hermanos Procopio Antemio y Rómulo, reunió tropas compuestas por ciudadanos y extranjeros en la casa de un cesáreo, al sur de la Foro de Teodosio en Constantinopla, y desde allí marcharon simultáneamente sobre el palacio imperial y sobre la casa de Illos, un general isaurio que apoyó a Zenón. El emperador estuvo a punto de caer en manos de los rebeldes, quienes, durante el día, arrollaron a las tropas imperiales, quienes fueron atacadas también por los ciudadanos desde los techos de sus casas. Durante la noche, sin embargo, Illos trajo una unidad isauria acuartelada en la cercana Calcedonia a la ciudad y corrompió a los soldados de Marciano, quienes permitieron que Zenón huyera. A la mañana siguiente Marciano, entendiendo que su situación era desesperada y que los refuerzos del general godo Teodorico Estrabón no llegarían a tiempo, se refugió en la iglesia de los Santos Apóstoles, pero fue arrestado junto a sus hermanos.
Fue enviado a Cesárea en Capadocia con sus hermanos. Con la ayuda de algunos monjes, intentó escapar, pero, mientras sus hermanos lo consiguieron, fue capturado y obligado a convertirse en monje en Tarso (Cilicia), o encarcelado en Isauria, en la fortaleza de Papurio. Trató de escapar por segunda vez, y esta vez lo logró, pero, después de reunir nuevas tropas y atacar Ancira, fue derrotado y capturado por Trocundo, el hermano de Illos.
En 484, Illos organizó una revuelta contra Zenón. Como no quería tomar la púrpura para sí mismo, liberó a Marciano y lo proclamó emperador. Illos también liberó a Elia Verina (Zenón la había exiliado previamente), pero luego decidió deponer a Marciano y elevar a Leoncio al trono. Luego, Marciano fue enviado a Italia para pedir la ayuda de Odoacro y es lo último que se sabe de él.